# Carlo Alessandro Guidi
Pour les articles homonymes, voir Guidi.
Carlo Alessandro Guidi (né le 14 juin 1650 à Pavie et mort le 12 juin 1712 à Frascati) est un poète et un dramaturge italien.

## Biographie
Il se rendit fort jeune à Rome, où il jouit de la faveur du duc Ranuccio II et de la reine de Suède, se lia avec les hommes les plus éminents de la capitale du monde chrétien et résolut, sur le conseil de quelques-uns d’entre eux, de réformer la poésie lyrique, en opposant au mauvais goût toujours croissant des œuvres conçues sur le modèle des anciens.
Doué d’une brillante imagination, nourri de l’étude des grands modèles, Guidi mit bientôt au jour des poésies aussi remarquables par l’élévation des idées que par la richesse des images, mais dont le style coloré tombe souvent dans l’enflure et dans la rudesse. En 1691, il devint membre de l’Académie des Arcades.
Vers cette, époque, il reçut de la libéralité du duc de Parme un logement au palais Farnèse, où il donnait des préceptes de poésie aux jeunes gens, et les excitait à tenter de grandes entreprises littéraires. Lorsqu’en 1700 un de ses protecteurs, le cardinal Albani, fut devenu pape sous le nom de Clément XI, il mit en vers six homélies composées par ce pontife ; mais ce travail fut l’objet de vives critiques.
D’après les conseils de Crescimbeni, il entreprit de traduire les psaumes de David, et abandonna le projet qu’il avait formé de composer des tragédies. Sur ces entrefaites, les habitants de Pavie chargèrent Guidi de se rendre auprès de l’empereur pour lui demander de diminuer les impôts accablants dont ils venaient d’être frappés (1709). Le poète se tira avec autant d’habileté que de succès de cette difficile mission, et retourna à Rome.
Il allait un jour porter au pape, alors à Castel Gandolfo, un exemplaire de la traduction de ses homélies, lorsqu’en ouvrant le volume, il y aperçut une énorme faute typographique ; la contrariété qu’il en éprouva fut telle qu’il eut une attaque d’apoplexie, dont il mourut au bout de quelques heures.
Guidi était borgne, bossu et d’une santé des plus délicates. Comme poète, il a contribué à bannir de la littérature italienne les concetti, le faux brillant et l’affectation de Marini ; mais, d’un autre côté, il y a introduit, avec l’enthousiasme pindarique, l'enflure dans les expressions et dans les idées.

## Œuvres
On a de lui : Poesie liriche (Parme, 1681) ; Amalasunta in Italia (Parme, 1681), tragédie ; Endimione (Rome, 1692), agréable pastorale que Guidi composa sur le désir de la reine Christine ; la Dafne (Rome, 1692), cantate ; Rime (1704) ; Sei omelie di N. S. Clémente XI (Rome, 1712, in-fol.). Ses œuvres complètes ont paru sous le titre de Poesie (1726).

## Source
- « Carlo Alessandro Guidi », dans Pierre Larousse, Grand dictionnaire universel du XIXe siècle, Paris, Administration du grand dictionnaire universel, 15 vol., 1863-1890 [détail des éditions].